# Gia tộc Taira
Taira (平) (Bình) là một gia tộc Nhật Bản.
Trong lịch sử Nhật Bản, cùng với Minamoto, Taira là một gia tộc cha truyền con nối được Thiên hoàng ban tên từ thời Heian cho các cựu thành viên hoàng tộc khi họ trở thành dân thường. Gia tộc Taira thường được gọi là Heishi (平氏, "Bình thị") hay Heike (平家 (Bình gia), sử dụng cách đọc tiếng Trung của ký tự này, thành âm hei.
Là hậu duệ của hoàng tộc, một vài người cháu nội của Thiên hoàng Kammu lần đầu được ban cái tên Taira năm 825 hay muộn hơn. Sau đó, con cháu của Thiên hoàng Nimmyō, Thiên hoàng Montoku, và Thiên hoàng Kōkō cũng được ban họ này. Đặc trưng các chi từ các Thiên hoàng này được thể hiện bằng thụy hiệu của Thiên hoàng trước chữ Heishi. Vd: Kammu Heishi.
Nhà Taira là một trong bốn gia tộc quan trọng thống trị nền chính trị Nhật Bản suốt thời Heian (794-1185) – ba nhà còn lại là Fujiwara, Tachibana và Minamoto.
Chi Kammu Heishi, ra đời năm 889 từ Taira no Takamochi (cháu gọi Thiên hoàng thứ 50 Kammu bằng cụ, trị vì 781-806), là chi mạnh nhất và giàu ảnh hưởng nhất vào cuối thời Heian với Taira no Kiyomori cuối cùng trở thành samurai đầu tiên chi phối việc triều chính trong lịch sử Nhật Bản.
Chắt nội của Heishi Takamochi, Taira no Korihira, chuyển đến tỉnh Ise (giờ là một phần của tỉnh Mie) và lập ra một dòng daimyo lớn. Masamori, cháu nội ông; và Tadamori, chắt nội, theo thứ tự, trở thành những người ủng hộ trung thành với Pháp hoàng Shirakawa và Toba. Taira no Kiyomori, con trai và người thừa kế của Tadamori, lên đến chức daijō daijin (Thái Chính Đại Thần) sau chiến thắng của ông trong loạn Hōgen (1156) và loạn Heiji (1160). Kiyomori đưa đứa cháu con nhỏ của mình lên ngôi, tức Thiên hoàng Antoku năm 1180, một hành động dẫn đến Chiến tranh Genpei (1180-85), hay chiến tranh Taira-Minamoto.
Các con trai của Kiyomori, những người cuối cùng của chi Kanmu Heishi cuối cùng bị quân đội của Minamoto no Yoritomo tiêu diệt trong trận Dan-no-Ura, trận đánh cuối cùng trong chiến tranh Genpei. Câu chuyện về sự hưng thịnh và suy vong của dòng họ Taira, hình tượng Kiyomori, cuộc chiến Dan-no-Ura bên bờ vịnh Shimonoseki được tái họa lại trong tác phẩm khuyết danh Heike Monogatari.
Chi Kammu Heishi này có nhiều chi khác bao gồm Hōjō, Chiba, Miura và Hatakeyama.
Một chi Kammu Heishi khác: Takamune-ō (804-867), con cả của Kazurahara-Shinnō (786-853) và cháu nội của Thiên hoàng Kammu, nhận kabane (họ) Taira no Ason năm 825. Do đó có 2 chi Kammu Heishi, một là hậu duệ của Takamune và một từ đứa cháu trai của ông, Takamochi (con cả Hoàng tử Takami).
Gia tộc Oda dưới thời Oda Nobunaga (1534-1582) tuyên bố mình là hậu duệ của nhà Taira, qua Taira no Chikazane, cháu nội của Taira no Shigemori (1138-1179).